# F-F境界

顕生代の生物多様性（属レベル）の推移。横軸は年代を表し、単位は百万年。黄色の三角形が五大絶滅事件を示しており、左から二番目がF-F境界

F-F境界（エフ・エフきょうかい、英: Frasnian–Famennian boundary）とは地質年代区分の用語で、約3億7220万年前（誤差160万年）の後期デボン紀のフラニアン期とファメニアン期の境界に相当する。古生物学上では五大大量絶滅に数えられる顕生代二度目の大量絶滅のうち主要な絶滅事変が発生し、全海洋生物種のうち約80%、属では50%代、科では19%が絶滅した。この出来事はケルワッサー事変とも呼ばれ、F-F境界とケルワッサー海洋無酸素事変層は一致する。なお、デボン紀にはD-C境界（デボン紀 - 石炭紀境界）をはじめ他の時期にも絶滅事変が起こっており、これらを合わせてデボン紀の大量絶滅事変として扱うことも多い。
大量絶滅から海洋生態系が回復するには3600万年を要したと見られている。デボン紀の大量絶滅が主に上記の2つの大規模な絶滅事変で構成されるか、あるいは小さな絶滅事変の連続からなるかは明らかでないが、300万年後の間隔で一連の異なる絶滅のパルスが複数の原因で発生していたことが示唆されている。約2500万年の間に7回もの絶滅事変が起き、特にジベティアン、フラニアン、ファメニアンのそれぞれの末期の絶滅事変が甚大だったとする説も提唱されている。
後期デボン紀までに、陸上には植物と昆虫が進出し、海にはサンゴと層孔虫類による大規模な礁が形成されていた。ユーラメリカ大陸とゴンドワナ大陸は後のパンゲア大陸に成長しつつあった。絶滅は海洋生物にのみ影響したらしく、腕足動物や三葉虫および造礁生物などが打撃を受け、特に造礁生物はほぼ完全に絶滅した。絶滅の原因は不明であるが、主な仮説として地球寒冷化や海底火山の活動に起因する海水準変動や海洋無酸素事変が挙げられている。また、スウェーデンのシリヤン・リングはF-F境界とほぼ同時期の約3億7680万年前（誤差170万年）に地球に衝突した隕石により形成されたクレーターであると考えられており、その影響も提唱されている。

## 後期デボン紀の世界
後期デボン紀の地球の大陸配置は現在の様相と違っていた。超大陸のゴンドワナ大陸が南半球を広く覆い、北半球にはシベリア大陸が分布し、赤道付近ではバルティカ大陸などからなるローラシア大陸がイアペトゥス海を狭めながらゴンドワナ大陸方向に移動していた。現在のスコットランド高原やスカンディナヴィアをまたいで成長し、アパラチア山脈も現在の北アメリカ大陸で成長しつつあった。

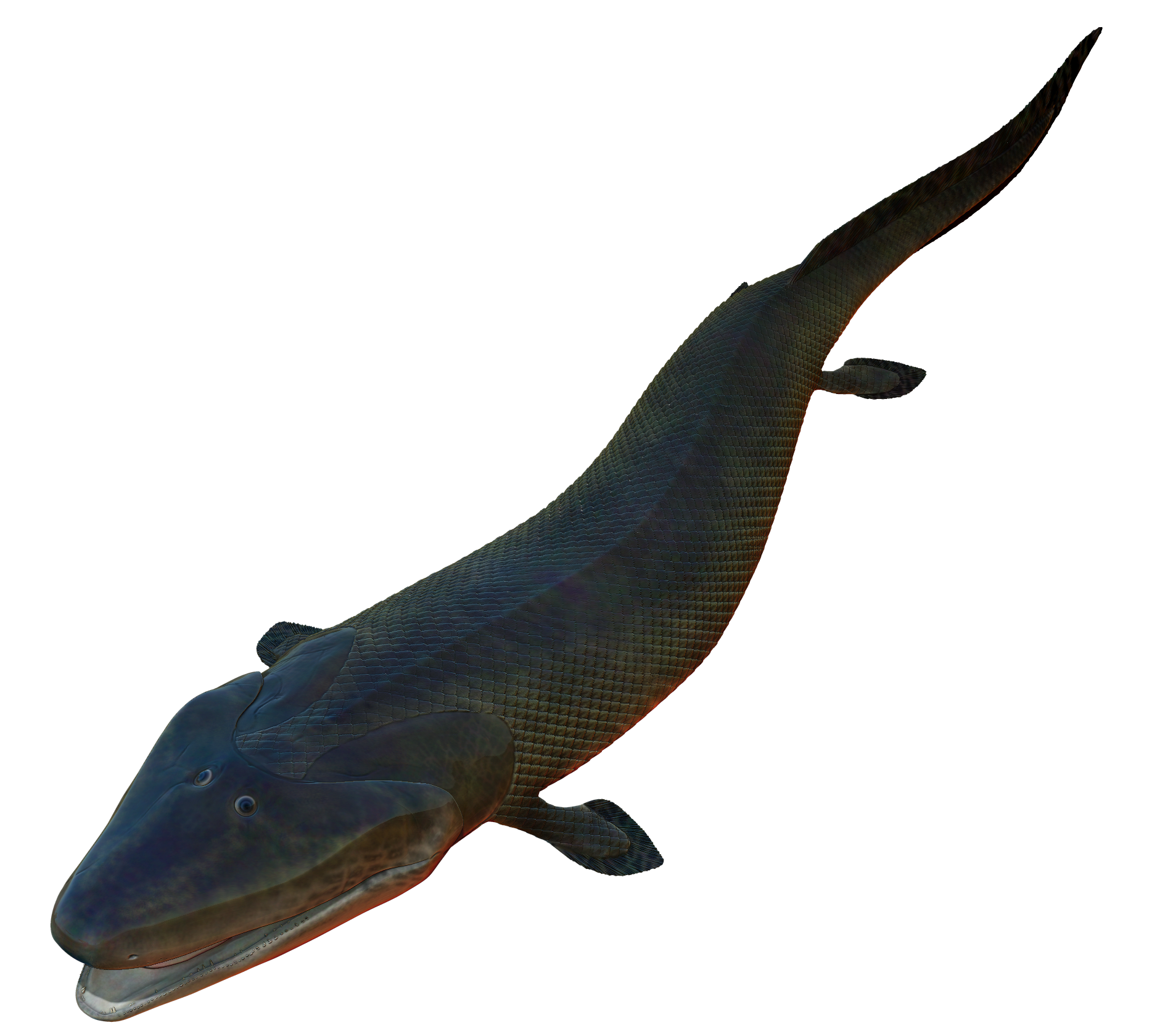
ティクターリクの生態復元図

生物相も現在とはまるで異なる。オルドビス紀以降蘚類や苔類および地衣類にも似た形態だった植物は、根・種子・水輸送システムが進化し、常に湿潤な場所から離れても生育できるようになり、高地に大規模な森林を形成するに至った。後期ジベティアンまでにはクラドクシロプシッダ類のシダやアーケオプテリスなどの原裸子植物といった現在の樹木に似た生態の系統が出現した。魚類も大きく放散しており、ティクターリクなどの初期の四足動物には脚構造が進化し始めた。

## 進行
デボン紀の最後の2000 - 2500万年間は、絶滅率が背景絶滅率を上回る状態が続いていた。この時期には8 - 10回の明瞭な絶滅事変が起きており、特にそのうち2つが深刻なものであった。長期の生物多様性の減少が続いた後にF-F境界に一致するケルワッサー事変、デボン紀末のハンゲンベルグ事変が起きた。
ケルワッサー事変は2つの絶滅事変が近い時期に起きたことが分かっている。例えば、ベトナムのハウザン省マーピレン地域に広く分布するトックタット累層では、上部ケルワッサー事変と下部ケルワッサー事変にそれぞれ対応する可能性の高い黒色頁岩層が産出している。黒色頁岩は生物に分解されなかった有機物が海底に堆積したもので、当時の海水が酸素に乏しかったことを意味する。従って、2回の独立した海洋無酸素事変が起きていたことが分かっている。なお、中華人民共和国広西チワン族自治区欽州市板城付近にはジベティアンから前期石炭紀トルネーシアンまでに相当する珪質岩層が分布するが、下部ケルワッサー海洋無酸素事変の痕跡は一切確認されていない。一方で上部ケルワッサー海洋無酸素事変を示す黒色頁岩や有機質石灰岩は産出しており、深海では無酸素環境、浅海では貧酸素環境であったことが示されている。このことは、下部ケルワッサー海洋無酸素事変では無酸素水塊が全球的に分布はしていなかったこと、そして上部ケルワッサー事変では無酸素あるいは富栄養深層水が浅海域に上昇して低酸素化を招いたことを示唆している。
デボン紀に続く石炭紀の最初の1500万年間は陸上動物の化石がほとんど産出しておらず、これは後期デボン紀の大量絶滅の爪痕であると考えられている。この化石の空白期はローマーのギャップと呼ばれる。2020年1月に発表された中国科学院南京地質古生物研究所による底生生物と浮遊生物およびサンゴの研究によると、前期石炭紀ビゼーアンでようやく大規模なサンゴ礁と数多くの生物種が出現しており、大量絶滅前の多様性を回復するまでケルワッサー事変から3600万年を要したことになる。

## 影響
デボン紀の大量絶滅では、全海洋生物種のうち82 - 83%、属では50 - 57%、科では19%が絶滅した。大半の絶滅事変と同様に、小さな生態的地位を占めるスペシャリストの分類群はジェネラリストよりも大きな打撃を受けた。生物多様性の低下は絶滅の増加よりもむしろ種分化の減少に起因することが複数の統計的解析から示唆されている。
特にサンゴや外肛動物といった造礁生物が打撃を受けたほか、腕足動物・三葉虫・アンモナイト・コノドント・アクリタークも影響を受けた。フデイシとウミリンゴはこの絶滅事変で姿を消した。生き残った分類群にも絶滅事変の前後で外見の変化が見られている。三葉虫はケルワッサー事変に向けて目が小型化し、事態が収束してからは元の大きさに戻っている。これにより、当時は海水の濁度や水深などの要因で視覚の重量度が下がっていたことが示唆されている。三葉虫の頭部などの縁もこの時代に拡大しており、これは海洋の貧酸素化に伴って呼吸器への働きかけを増大させていたと考えられている。コノドントの摂食器の形状も酸素同位体比、すなわち水温と相関があり、これは栄養分の流入の変化に伴って占める栄養段階を変えていたことに関連する可能性がある。
ケルワッサー事変で放散虫は打撃を受けなかったとかつて考えられていたが、全放散虫の科レベルの多様性は失われなかったものの、27%の属がフラニアン期末に絶滅していたことが2002年に判明した。フラニアン期ではEntactinaria亜目が支配的な放散虫であったが、F-F境界で放散虫群集の大転換が起き、ファメニアン期ではAlbaillellaria亜目とNassellaria亜目が繁栄した。ベトナム北部のフラニアン階に相当するトクタット累層からはテンタキュリトイドと呼ばれる微小な円錐形の殻化石が多産するが、その産出量と多様性は化石記録上減少しており、低緯度の古テチス海域における彼らの絶滅パターンが窺える。
ベルギーのF-F境界付近に相当する浅海堆積岩からは、海洋への土砂流入を示すジベンゾフランと維管束植物の存在を示すカダレンのピークが確認されており、陸上植生が物理的に崩壊して海に流れ込んだことがこれらの生命存在指標から示されている。ベトナムのD-C境界付近の浅海堆積岩からも同様の物質が検出されている。

## 原因
ケルワッサー事変に関連する絶滅は長期間に及んで起こったため原因を1つに絞ることは難しく、原因と結果を分けて考えることも困難である。堆積記録からは後期デボン紀に環境変動が起きていたことが示されており、これが生物に直接影響して絶滅を引き起こしたと見られている。環境変動の原因については議論の余地がある。
中期デボン紀の終わりから後期デボン紀にかけては堆積記録で複数の環境変動が検出されている。海洋深層水の無酸素水塊の拡大、埋没した炭素同位体比の急上昇、特に熱帯の礁における底生生態系の荒廃などが環境変動の証拠であり、ケルワッサー事変の前後では頻繁に海水準が変動していたこと、そしてそのうち1回の海面上昇が無酸素堆積物と関連していることも分かっている。
以下に環境変動の原因となった候補を列挙する。

### 天体衝突
天体衝突はK-Pg境界やT-J境界など他の大量絶滅の原因に挙げられており、デボン紀においても動物相の転換の主要な原因として提唱されている。シリヤン・リングを形成した天体は、コノドントの絶滅パターンと照らし合わせて、ケルワッサー事変と同時期か直前に地球に衝突したと考えられている。なお、ケルワッサー事変の時代のアラモのクレーターAlamo bolide impactやハンゲンベルグ事変の時代のウッドレイ・クレーターといった大半の衝突クレーターは絶滅事変と一致すると断定できるほど正確な年代測定ができず、正確な年代測定が実施されたクレーターは絶滅の時期と一致していない状況である。イリジウム異常や微小な球体状の岩石構造からも隕石衝突の特徴が確認されているが、これらはおそらく別の要因によるものであると考えられている。

### 植物の進化
デボン紀の間に陸上植物は大きく進化した。発達した水輸送システムにより複雑な枝と根の構造を取ることができるようになり、植物はその高さを増した。これに関連して、種子が出現したことにより植物は繁殖と分散が可能となり、これまでは生育できなかった内陸部や高地にも分布を広げることとなった。この2つの要素が地球規模で植物の重要性を高め、特にアーケオプテリスの森林は急速にデボン紀の地上を覆った。

#### 河川の富栄養化
現在の高い樹木は水と栄養素の獲得のため、そして植物体の固定のために深い根を必要とする。根は岩盤層を粉砕して、深い土壌層を何メートルにも亘って安定させている。しかしそれとは対照的に、デボン紀の植物には仮根と地下茎しかなく、地表をわずか数センチメートル程度しか貫くことができなかった。土壌の大部分が安定していなかったことから風化が促進され、植物や藻類の栄養分となるイオンが放出された。河川に栄養分が比較的急激に流入したことで富栄養化が起こり、それに続いて微生物が利用可能な酸素を全て使い切る勢いで有機物を分解し、河川水は無酸素状態に陥った。フラニアン期の化石サンゴ礁は低栄養状態でしか生育できないストロマトライトとサンゴが支配的であるため、高濃度の栄養塩の流入が絶滅の原因になったことが推測されている。無酸素状態は寒冷化よりも生物にとって危機的であり、絶滅事変に支配的な要因であった可能性が示唆されている。
また、2004年に放送されたNHKスペシャル『地球大進化〜46億年・人類への旅』の第3集「大海からの離脱 そして手が生まれた」では、乾季にアーケオプテリスの葉が河川中に落葉し、その分解の過程で酸素が消費されたことが淡水域の酸素不足の原因であったと説明されている。

#### 二酸化炭素の消費
植物は光合成の形で大気中の二酸化炭素の消費にも働くため、地球の寒冷化を引き起こしたと指摘もされている。特にD-C境界に相当するハンゲンベルグ事変は氷河期の到来とも関連している。

### 火成活動
2002年に、火成活動が後期デボン紀の大量絶滅の原因として提唱された。デボン紀の終わりには極度に広大なシベリア・トラップが存在し、熱いマントルの上昇の上でリフト運動しており、これがF-F境界およびD-C境界での大量絶滅の原因とされた。ヴィリュイとドニエプル・ドネツの火成活動がF-F境界に、コラとTiman-Pechora の火成活動がD-C境界に相当することが示唆されている。2010年には、シベリア大陸上のヴィリュイスク地域のヴィリュイとケルワッサー事変が対応していることがアルゴン-アルゴン法により確かめられた。
ヴィリュイ大型火山岩地域は現在のシベリア大陸北東縁の大部分を覆っている。3つに分かれたリフト体系がデボン紀で形成されており、ヴィリュイのリフトはそのリフト体系の分岐の1つであり、残る2つも現在のシベリア大陸の辺縁を形成している。一帯の火山岩は後期デボン紀から前期石炭紀の後の堆積物に覆われている。ヴィリュイのマグマからは形成された火山岩・岩脈・岩床は32万平方キロメートルを超える面積を覆い、火成活動に由来する物質の体積は100万立方キロメートルを超える。ヴィリュイの火成活動は大気中に十分量の二酸化炭素と二酸化硫黄をもたらして温室効果と生態系の安定性を崩し、ケルワッサー事変の黒色頁岩堆積に対応する急速な地球寒冷化・海水準低下・海洋無酸素事変を起こした可能性がある。
2021年に東北大学大学院理学研究科は、フランス南部・中国南部・ベルギーにおいて多環芳香族炭化水素のコロネンと水銀が後期デボン紀の地層で同時に濃縮していることを発表した。コロネンは同程度の分子量の有機化合物と比較して生成に1200℃を超えるような大きな熱エネルギーが必要であることから、ホットプルームが上昇して熱源となり、堆積有機物がコロネンに変化し、同時に水銀も生じたと推測した。コロネンと水銀は岩石の過熱で生じた二酸化硫黄や二酸化炭素およびメタンといった気体の圧力で世界各地へ拡散され、二酸化硫黄はエアロゾルを形成して短期間の寒冷化をもたらし、その後は温室効果ガスである二酸化炭素とメタンの働きで気温が上昇したとされる。この気候変動により大量絶滅が起きたとする見解は先行研究を支持するものである。

### 他の可能性
海水準変動や気候変動の期間・選択制・周期性を説明できない他の仮説は排除されてきた。見落とされていた仮説として、現在では活動していないがデボン紀には活発であったケルベレアン・カルデラLake Eildon National Parkが候補に挙げられており、約3億7400万年前に破局噴火したと考えられている。カルデラの残骸はオーストラリアのビクトリア州で見ることできる。